# Ken André Olimb
Ken André Olimb, född 21 januari 1989 i Oslo, är en norsk professionell ishockeyspelare som spelar för Vålerenga Ishockey i EHL. Olimb påbörjade sin seniorkarriär med just Vålerenga i Eliteserien, med vilka han blev norsk mästare 2007. Året därpå lämnade han klubben för spel med seriekonkurrenten Frisk Asker. 2010 värvades han av Leksands IF för spel i Hockeyallsvenskan och efter två säsonger med Leksand tillbringade han säsongen 2012/13 med BIK Karlskoga i samma liga. Därefter spelade han under tre säsonger för tyska Düsseldorfer EG i DEL. 
2016 skrev han på ett tvåårskontrakt för Linköping HC i SHL och återvände sedan efter kontraktets slut till Düsseldorfer EG. Mellan 2021/22 och 2024/25 spelade han för Schwenninger Wild Wings. 2025 meddelades det att han återvänt till Norge, för spel med Vålerenga.
Olimb har representerat det norska landslaget under tolv VM-turneringar och två OS-turneringar. 2018 tilldelades han Gullpucken som delas ut av Norges Ishockeyforbund till årets bästa norska ishockeyspelare. Ken André Olimb är yngre bror till Mathis Olimb.

## Karriär

### Klubblagskarriär

#### 2006–2013: Början av karriären och Hockeyallsvenskan
Olimb har Manglerud Star som moderklubb. Vid 17 års ålder spelade han 2006/07 sin första säsong i Eliteserien för Vålerenga, med vilka han blev norsk mästare. På 34 matcher noterades han för 25 poäng (10 mål och 15 assist). Efter ytterligare en säsong med Vålerenga, lämnade han klubben och skrev inför säsongen 2008/09 ett avtal med seriekonkurrenten Frisk Asker. Olimb förbättrade sin personliga poängnotering i Eliteseriens grundserie under de två följande säsongerna och under sin andra, och sista, säsong med Frisk Asker vann han lagets interna poängliga med 47 poäng på 48 matcher (17 mål, 30 assistpoäng).
Den 21 maj 2010 bekräftades det att Olimb lämnat Norge för spel med Leksands IF i Hockeyallsvenskan, då han skrivit ett ettårsavtal med klubben med option på ytterligare en säsong. Han debuterade i Hockeyallsvenskan i en match mot Mora IK den 15 september samma år. Senare samma månad, den 25 september, noterades han för sitt första mål i serien, på Micael Björkbacka, då Bofors IK besegrades med 2–4. De två följande månaderna ådrog sig Olimb en fotskada varpå han missade åtta omgångar av grundserien. I den andra matchen efter sin comeback stod Olimb för ett hat trick då Leksand vände 0–4 till 5–4. På 41 grundseriematcher stod Olimb för 28 poäng, varav elva mål. Leksand slutade på fjärde plats i grundserien och misslyckades därefter att kvalificera sig till Kvalserien.
Olimb hade en klausul för spel i Elitserien, men stannade kvar i Leksand säsongen 2011/12. Hans poängproduktion sjönk i grundserien då han på 51 matcher stod för 25 poäng, varav nio mål. Laget slutade på andra plats i grundserietabellen och kvalificerade sig därmed till Kvalserien. I Kvalserien var Olimb Leksands näst poängbästa spelare med två mål och fyra assistpoäng på tio matcher. Laget misslyckades att ta sig till Elitserien och slutade på fjärde plats i tabellen.
I slutet av maj 2012 skrev Olimb på ett ettårskontrakt för BIK Karlskoga. I Karlskoga var han en av lagets poängfarligaste spelare, och vann lagets skytteliga då han på 51 matcher stod för 16 mål. Han slutade på andra plats i lagets interna poängliga, bakom Marcus Nilsson, med 42 poäng och var den i laget som hade bäst plus/minus-statistik i grundserien (+24). BIK Karlskoga slutade på fjärde plats i grundserien och misslyckades därefter att ta sig till Kvalserien sedan man slutat tvåa i Playoff-serien.

#### 2013–2018: Düsseldorfer EG och Linköping HC

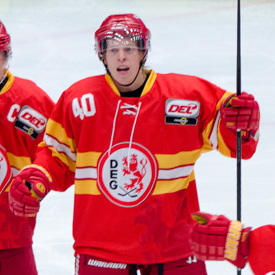
Olimb med Düsseldorfer EG 2013.

Efter att säsongen 2012/13 avslutats bekräftades det den 24 april 2013 att Olimb lämnat Sverige för spel med den tyska klubben Düsseldorfer EG i DEL. Den 20 december 2013 förlängde han kontraktet med ytterligare två säsonger. Laget slutade sist i grundserien och misslyckades därmed att ta sig till slutspel. Olimb stod för 26 poäng på 39 matcher (9 mål, 17 assist) och slutade på andra plats i lagets interna poängliga.
Under sin andra säsong i klubben vann han lagets interna poängliga då han på 51 grundseriematcher noterades för 52 poäng, varav 13 mål. Med 39 assistpoäng slutade han på tredje plats i DEL:s assistliga. Düsseldorfer gjorde en bättre säsong än den föregående och placerade sig på femte plats i tabellen. I det följande slutspelet slog man ut Hamburg Freezers med 4–3 i matcher i kvartsfinalserien. I semifinal föll man dock mot ERC Ingolstadt med 4–1. Även i slutspelet var Olimb lagets poängmässigt bästa spelare; på 13 matcher stod han för två mål och sex assist.
Inför säsongen 2015/16 hade Olimb ett år kvar på sitt avtal med Düsseldorfer. Poängproduktionen sjönk något, men han ökade sin målproduktion och vann lagets interna skytteliga. På 52 grundseriematcher noterades han för 42 poäng, varav 19 mål. För andra säsongen i följd slutade Düsseldorfer på femte plats i grundserietabellen. I slutspelet slogs man dock omgående ut i kvartsfinalserien mot EHC Wolfsburg med 4–1 i matcher. På dessa fem matcher stod Olimb för ett mål och två assistpoäng och var därmed lagets poängbästa spelare.
I april 2016 meddelades det att Linköping HC värvat både Olimb och hans bror Mathis Olimb. Båda två tecknade avtal för två säsonger. Olimb missade de inledande omgångarna av säsongen 2016/17 och gjorde SHL-debut den 15 oktober 2016 i en match mot Frölunda HC. Fyra dagar senare, den 19 oktober, gjorde han sitt första mål i SHL då Linköping besegrades av Växjö Lakers med 2–5. I samma match ådrog sig Olimb en knäskada och missade ytterligare sex matcher. Totalt spelade han 39 matcher i grundserien och stod för 22 poäng (9 mål, 13 assist). Linköping slutade på fjärde plats i grundserien och slogs sedan ut i SM-slutspelet av Brynäs IF med 4–2 i kvartsfinalserien.
Säsongen 2017/18 kom att bli Olimbs sista med Linköping HC. Han stod för 28 poäng på 48 grundseriematcher, vilket gav honom en tredjeplats i lagets interna poängliga. Linköping slutade på nionde plats i grundserien och tog sig till SM-slutspel via play in-seger mot HV71 med 2–0 i matcher. I kvartsfinal föll dock laget återigen, denna gång mot Djurgårdens IF, med 4–1 i matcher. Olimb var, tillsammans med Chad Billins, Andrew Gordon och Derek Roy, Linköpings poängmässigt bästa spelare i slutspelet då han stod för två mål och fem assist på sju spelade matcher.

#### 2018–2025: Düsseldorfer EG och Schwenninger Wild Wings

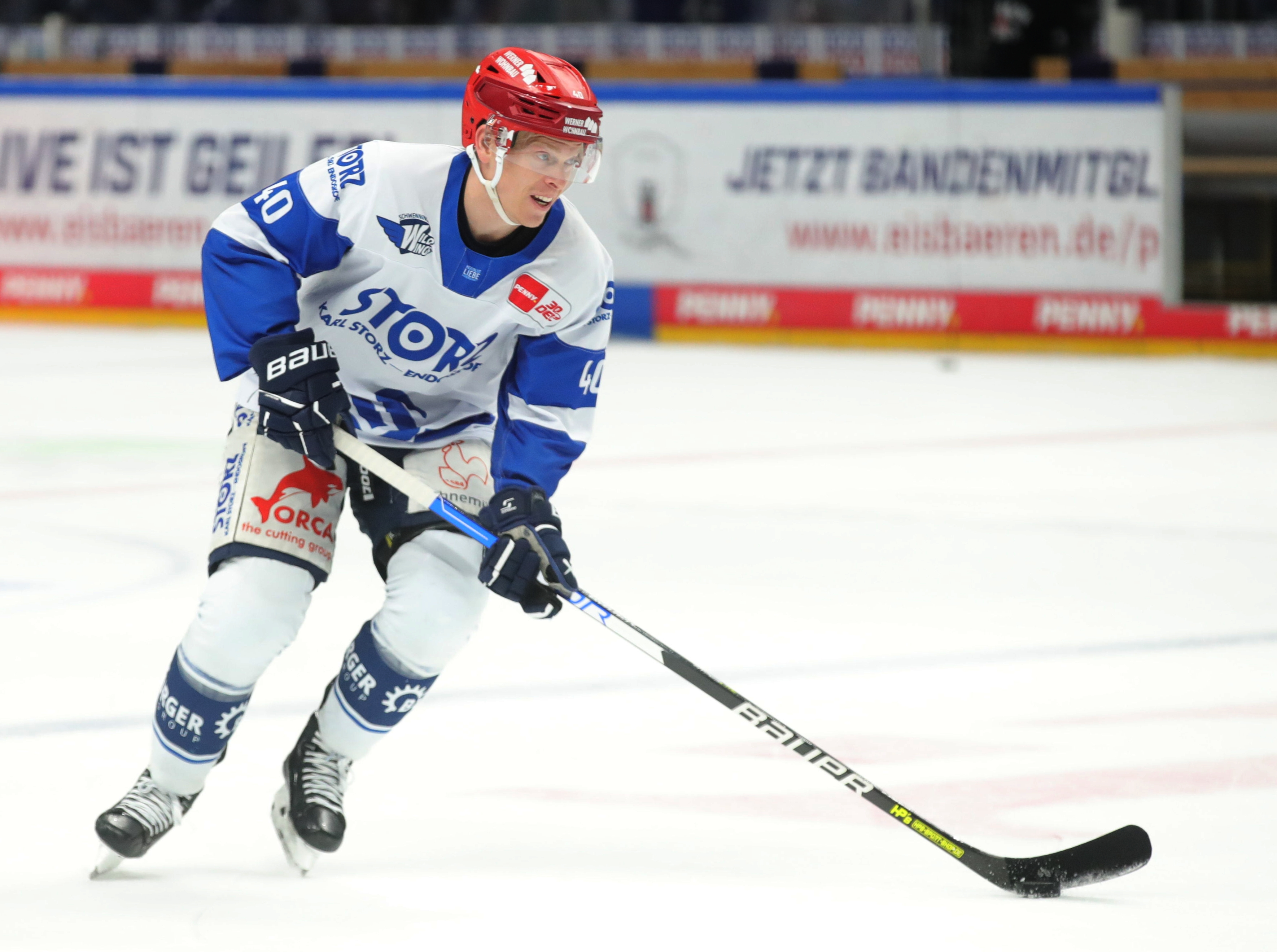
Olimb med Schwenninger Wild Wings 2023.

Kort efter att avtalet med Linköping tagit slut, meddelades det den 10 april 2018 att Olimb återvänt till Düsseldorfer EG i DEL då han skrivit ett treårsavtal med klubben. Den följande säsongen tog sig laget till slutspel genom en sjätteplats i grundserien. Olimb stod för 31 poäng på 50 matcher. I kvartsfinalserien slogs Düsseldorfer ut i en serie om sju matcher. På dessa noterades Olimb för en assistpoäng.
Säsongen 2019/20 slutade Olimb på andra plats i Düsseldorfers interna poängliga, bakom Reid Gardiner. På 51 matcher stod han för 34 poäng, varav elva mål. På grund av Covid-19-pandemin spelades inget slutspel. på grund av pandemin startade säsongen 2020/21 senare och grundserien var kortare än vanligt. Düsseldorfer misslyckades att ta sig till slutspel och på 38 grundseriematcher stod Olimb för 22 poäng (4 mål, 18 assist).
Den 27 maj 2021 meddelades det att Olimb lämnat Düsseldorfer EG för spel med seriekonkurrenten Schwenninger Wild Wings. I sin första säsong med Wild Wings stod Olimb för 32 poäng (9 mål, 23 assist) på 50 grundseriematcher. Tillsammans med John Ramage vann han den interna assistligan. Laget slutade näst sist i grundserien och misslyckades därmed att ta sig till slutspel. Under sin andra säsong i klubben sjönk Olimbs poängproduktion och han noterades för sin lägsta poängnotering i grundserien på seniornivå. På 56 matcher stod han för 21 poäng (4 mål, 17 assist). Laget misslyckades återigen att ta sig till slutspel då man slutat på tolfte plats i grundserien. Innan grundseriens slut, den 10 februari 2023, bekräftade klubben att man förlängt avtal med Olimb med ytterligare en säsong.
Inför säsongen 2023/24 utsågs Olimb till en av de assisterande lagkaptenerna i Wild Wings. Han stod därefter för sin poängmässigt sämsta säsong då han på 48 grundseriematcher stod för totalt nio poäng (två mål, sju assist). Laget, som placerade sig på sjätte plats i grundserien, slogs därefter ut i kvartsfinalserien mot Straubing Tigers med 4–3 i matcher. Olimb spelade sex av dessa och gick poänglös ur samtliga.

#### Från 2025: Återkomst till Vålerenga
Olimb fick hela säsongen 2024/25 spolierad på grund av skadeproblem. Den 3 april 2025 bekräftades det att Olimb återvänt till Norge och skrivit ett tvåårsavtal med Vålerenga.

### Landslagskarriär

#### 2006–2008: Ungdoms- och juniorlandslag
2006 blev Olimb, som 17-åring, uttagen att spela U18-VM, som avgjordes i Sverige. Laget förlorade samtliga matcher i gruppspelet och tvingades till spel i nedflyttningsgruppen. Efter att ha spelat oavgjort mot Tyskland mötte Norge Vitryssland i den sista matchen. Med mindre än fem minuter kvar av matchen ledde Vitryssland med 6–3, Norge lyckades dock hämta upp ledningen och matchen slutade oavgjord – 6-6. Trots detta slutade laget sist i gruppen och blev nedflyttade till Division 1. På sex matcher noterades Olimb för ett mål. Samma år spelade han sitt första JVM. Norge spelade detta år i JVM:s Division 1. Laget slutade näst sist i grupp B efter förluster mot Storbritannien, Österrike och Kazakstan. Olimb stod för fyra poäng på fem matcher (ett mål, tre assist) och slutade tvåa i lagets interna poängliga.
2007 spelade han sitt andra U18-VM. Laget lyckades inte komma tillbaka till VM:s toppdivision, efter att ha degraderats föregående år. På fem matcher noterades Olimb för två mål och tre assist. 2008 och 2009 var han återigen uttagen för spel med Norge i JVM. Laget lyckades dock inte ta sig upp till JVM:s toppdivision under något av dessa år. 2008 gjorde Olimb sitt poängmässigt bästa mästerskap då han på fem matcher noterades för sju poäng (två mål, fem assist) och var tillsammans med Mats Frøshaug lagets poängstarkaste spelare.

#### 2008–idag: A-landslaget
Säsongen 2008/09 debuterade Olimb i Norges A-landslag. 2010 blev han uttagen att spela sitt första VM, som avgjordes i Tyskland. Laget lyckades ta sig vidare till andra gruppspelsrundan, bland annat efter att ha besegrat Tjeckien med 3–2. Norge slutade nia och Olimb noterades inte för några poäng på de sex matcher han spelade. I öppningsmatchen i VM 2011 tog Norge sin första VM-seger mot Sverige någonsin. I kvartsfinal föll man mot Finland med 1–4 och slutade sexa i mästerskapet – Norges dittills bästa notering. På sju matcher stod Olimb för fyra poäng (tre mål och en assist). 2012 spelade han sitt tredje VM. Norge tog sig för andra gången i följd till kvartsfinalspel. Väl där föll man dock mot Ryssland, med 2–5. 2014 spelade han sitt första OS, i Ryssland. Laget slutade tolva, sist av alla lag, efter att ha förlorat samtliga av sina matcher. Detta mästerskap var Olimbs dittills poängmässigt bästa, då han på sju matcher noterades för fem poäng (ett mål, fyra assist). 2017 spelade Olimb sin åttonde VM-turnering.
Olimb spelade sin andra OS-turnering 2018 i Pyeongchang. Norge slutade fyra i grupp C sedan man förlorat samtliga matcher, i tur och ordning mot Sverige, Finland och Tyskland. I åttondelsfinalen besegrade laget Slovenien och man tog därmed sin första OS-seger sedan Lillehammer 1994, 24 år tidigare. I Norges första OS-kvartsfinal någonsin, föll laget med 1–6 mot OAR. På fem matcher noterades Olimb för två assistpoäng.
2018 spelade Olimb sin nionde VM-turnering, som avgjordes i Danmark. I gruppspelet lyckades Norge besegra Tyskland och Sydkorea, vilket var tillräckligt för att säkra en plats i A-VM 2019. Man misslyckades dock att ta sig till slutspel då man föll i övriga matcher. På sju matcher stod Olimb för tre poäng (ett mål, två assist). Det följande året avgjordes VM i Lettland. Trots tre segrar i gruppspelsrundan, misslyckades Norge att ta sig till slutspelet. På sex spelade matcher stod Olimb för två mål och tre assistpoäng.
2022 spelades VM i Finland. Norge slutade näst sist i grupp B och missade återigen att ta sig till slutspel. Olimb blev tvåa i lagets interna poängliga då han noterades för fem assistpoäng på sex spelade matcher. Vid VM i Finland och Lettland 2023 hade Olimb utsetts till Norges lagkapten. I gruppspelet skrällde man då man besegrade Kanada för första gången  VM-sammanhang på 23 år. Trots detta slutade Norge näst sist i grupp B och Olimb noterades för en assist på sju matcher.

## Statistik

### Klubblag
|                          |                          |                          |                               | Grundserie                    | Grundserie                    | Grundserie                    | Grundserie                    | Grundserie                    |                               | Slutspel                      | Slutspel                      | Slutspel                      | Slutspel                      | Slutspel |
| Säsong                   | Klubb                    | Liga                     | Matcher                       | Mål                           | Assist                        | Poäng                         | Utv.                          | Matcher                       | Mål                           | Assist                        | Poäng                         | Utv.                          |                               |          |
| ------------------------ | ------------------------ | ------------------------ | ----------------------------- | ----------------------------- | ----------------------------- | ----------------------------- | ----------------------------- | ----------------------------- | ----------------------------- | ----------------------------- | ----------------------------- | ----------------------------- | ----------------------------- | -------- |
| 2006–07                  | Vålerenga                | Eliteserien              | 34                            | 10                            | 15                            | 25                            | 14                            | 15                            | 1                             | 1                             | 2                             | 4                             |                               |          |
| 2007–08                  | Vålerenga                | Eliteserien              | 38                            | 6                             | 5                             | 11                            | 8                             | 10                            | 0                             | 2                             | 2                             | 0                             |                               |          |
| 2008–09                  | Frisk Asker              | Eliteserien              | 45                            | 10                            | 26                            | 36                            | 14                            | 5                             | 4                             | 0                             | 4                             | 25                            |                               |          |
| 2009–10                  | Frisk Asker              | Eliteserien              | 48                            | 17                            | 30                            | 47                            | 10                            | 3                             | 1                             | 7                             | 8                             | 0                             |                               |          |
| 2010–11                  | Leksands IF              | HA                       | 41                            | 11                            | 17                            | 28                            | 14                            | 6                             | 0                             | 1                             | 1                             | 0                             |                               |          |
| 2011–12                  | Leksands IF              | HA                       | 51                            | 9                             | 16                            | 25                            | 30                            | 10                            | 2                             | 4                             | 6                             | 4                             |                               |          |
| 2012–13                  | BIK Karlskoga            | HA                       | 51                            | 16                            | 26                            | 42                            | 16                            | 6                             | 1                             | 2                             | 3                             | 4                             |                               |          |
| 2013–14                  | Düsseldorfer EG          | DEL                      | 39                            | 9                             | 17                            | 26                            | 26                            | —                             | —                             | —                             | —                             | —                             |                               |          |
| 2014–15                  | Düsseldorfer EG          | DEL                      | 51                            | 13                            | 39                            | 52                            | 18                            | 12                            | 2                             | 6                             | 8                             | 2                             |                               |          |
| 2015–16                  | Düsseldorfer EG          | DEL                      | 52                            | 19                            | 23                            | 42                            | 16                            | 5                             | 1                             | 2                             | 3                             | 4                             |                               |          |
| 2016–17                  | Linköping HC             | SHL                      | 39                            | 9                             | 13                            | 22                            | 4                             | 6                             | 1                             | 0                             | 1                             | 0                             |                               |          |
| 2017–18                  | Linköping HC             | SHL                      | 48                            | 8                             | 20                            | 28                            | 8                             | 7                             | 2                             | 5                             | 7                             | 2                             |                               |          |
| 2018–19                  | Düsseldorfer EG          | DEL                      | 50                            | 13                            | 18                            | 31                            | 18                            | 7                             | 0                             | 1                             | 1                             | 2                             |                               |          |
| 2019–20                  | Düsseldorfer EG          | DEL                      | 50                            | 11                            | 23                            | 34                            | 12                            | —                             | —                             | —                             | —                             | —                             |                               |          |
| 2020–21                  | Düsseldorfer EG          | DEL                      | 38                            | 4                             | 18                            | 22                            | 14                            | —                             | —                             | —                             | —                             | —                             |                               |          |
| 2021–22                  | Schwenninger Wild Wings  | DEL                      | 50                            | 9                             | 23                            | 32                            | 6                             | —                             | —                             | —                             | —                             | —                             |                               |          |
| 2022–23                  | Schwenninger Wild Wings  | DEL                      | 56                            | 4                             | 17                            | 21                            | 18                            | —                             | —                             | —                             | —                             | —                             |                               |          |
| 2023–24                  | Schwenninger Wild Wings  | DEL                      | 48                            | 2                             | 7                             | 9                             | 4                             | 6                             | 0                             | 0                             | 0                             | 0                             |                               |          |
| 2024–25                  | Schwenninger Wild Wings  | DEL                      | Spelade ej på grund av skada. | Spelade ej på grund av skada. | Spelade ej på grund av skada. | Spelade ej på grund av skada. | Spelade ej på grund av skada. | Spelade ej på grund av skada. | Spelade ej på grund av skada. | Spelade ej på grund av skada. | Spelade ej på grund av skada. | Spelade ej på grund av skada. | Spelade ej på grund av skada. |          |
| DEL totalt               | DEL totalt               | DEL totalt               | 435                           | 84                            | 185                           | 269                           | 132                           | 30                            | 3                             | 9                             | 12                            | 8                             |                               |          |
| Eliteserien totalt       | Eliteserien totalt       | Eliteserien totalt       | 165                           | 43                            | 76                            | 119                           | 46                            | 33                            | 6                             | 10                            | 16                            | 29                            |                               |          |
| Hockeyallsvenskan totalt | Hockeyallsvenskan totalt | Hockeyallsvenskan totalt | 143                           | 36                            | 59                            | 95                            | 60                            | 22                            | 3                             | 7                             | 10                            | 8                             |                               |          |
| SHL totalt               | SHL totalt               | SHL totalt               | 87                            | 17                            | 33                            | 50                            | 12                            | 13                            | 3                             | 5                             | 8                             | 2                             |                               |          |

### Internationellt
| År            | Lag           | Turnering     | Matcher | Mål | Assists | Poäng | Utv. |
| ------------- | ------------- | ------------- | ------- | --- | ------- | ----- | ---- |
| 2006          | Norge         | U18-VM        | 6       | 1   | 0       | 1     | 4    |
| 2007          | Norge         | JVM D1        | 5       | 1   | 3       | 4     | 4    |
| 2007          | Norge         | U18-VM D1     | 5       | 2   | 3       | 5     | 16   |
| 2008          | Norge         | JVM D1        | 5       | 2   | 5       | 7     | 2    |
| 2009          | Norge         | JVM D1        | 5       | 2   | 3       | 5     | 0    |
| 2010          | Norge         | VM            | 6       | 0   | 0       | 0     | 0    |
| 2011          | Norge         | VM            | 7       | 3   | 1       | 4     | 0    |
| 2012          | Norge         | VM            | 8       | 0   | 2       | 2     | 0    |
| 2013          | Norge         | VM            | 7       | 1   | 3       | 4     | 4    |
| 2014          | Norge         | OS            | 4       | 0   | 0       | 0     | 2    |
| 2014          | Norge         | VM            | 7       | 1   | 4       | 5     | 0    |
| 2015          | Norge         | VM            | 7       | 1   | 1       | 2     | 0    |
| 2016          | Norge         | VM            | 7       | 3   | 2       | 5     | 4    |
| 2017          | Norge         | VM            | 7       | 2   | 3       | 5     | 0    |
| 2018          | Norge         | OS            | 5       | 0   | 2       | 2     | 2    |
| 2018          | Norge         | VM            | 7       | 2   | 1       | 3     | 2    |
| 2021          | Norge         | VM            | 6       | 2   | 3       | 5     | 2    |
| 2022          | Norge         | VM            | 6       | 0   | 5       | 5     | 4    |
| 2023          | Norge         | VM            | 7       | 0   | 1       | 1     | 0    |
| Junior totalt | Junior totalt | Junior totalt | 26      | 8   | 14      | 22    | 26   |
| Senior totalt | Senior totalt | Senior totalt | 91      | 15  | 28      | 43    | 20   |